# Епархия Пьедрас-Неграса
Епархия Пьедрас-Неграса (лат. Dioecesis Saxanigrensis) — епархия Римско-Католической церкви с центром в городе Пьедрас-Неграс), Мексика. Епархия Пьедрас-Неграса входит в митрополию Монтеррея. Кафедральным собором епархии Тешкоко является церковь Мучеников Христа Царя.

## История
8 января 2003 года Римский папа Иоанн Павел II выпустил буллу Sollicitus de spirituali, которой образовал епархию Пьедрас-Неграса, выделив её из епархии Сальтильо.

## Ординарии епархии
- епископ Alonso Gerardo Garza Treviño (8.01.2003 — по настоящее время).

## Источник
- Annuario Pontificio, Ватикан, 2005
- Булла Sollicitus de spirituali (лат.)